# 哈格雷夫山
64°1′S 60°11′W / 64.017°S 60.183°W
哈格雷夫山是南極洲的山峰，位於葛拉漢地，處於賴特冰山麓南面，處於亨森冰川終點東北面4公里，根據英國公司拍據的照片被繪入地圖，該山峰現時由南極條約體系管理。